# Завадський Дмитро Вадимович
 Дмитро́ Вади́мович Зава́дський — полковник Збройних сил України, що відзначився у ході російського вторгнення в Україну, учасник російсько-української війни, Герой України з врученням ордена «Золота Зірка».

## Життєпис
Батальйон підполковника Дмитра Завадського в березні та квітні 2022 року давав гідну відсіч ворогу на Луганщині поблизу селища Новотошківське, а згодом здійснив укріплення позицій у цьому районі. Ворог зазнав значних людських та матеріально-технічних втрат.
З січня 2023 командир 22-ї механізованої бригади ЗСУ. Перебував на цій посаді до 2024-го року.

## Нагороди
- звання Герой України з врученням ордена «Золота Зірка» (14 жовтня 2022) — за особисту мужність і героїзм, виявлені у захисті державного суверенітету та територіальної цілісності України.[3][4]
- орден Богдана Хмельницького III ступеня (3 грудня 2021) — за особисті заслуги у зміцненні обороноздатності Української держави, мужність і самовіддані дії, виявлені у захисті державного суверенітету та територіальної цілісності України, зразкове виконання військового обов'язку.[5]